# Pharsalia proxima
Pharsalia proxima là một loài bọ cánh cứng trong họ Cerambycidae.